# Chinanu Onuaku
Chinanu Onuaku, né le 1er novembre 1996 à Lanham, Maryland, est un joueur américain de basket-ball. Il mesure 2,06 m et évolue au poste de pivot.

## Biographie

### Carrière universitaire
Il passe ses deux années universitaires à l'université de Louisville où il joue pour les Cardinals.

### Carrière professionnelle

#### Rockets de Houston (depuis 2016)
Le 23 juin 2016, lors de la draft 2016 de la NBA, il est sélectionné à la 37e position par les Rockets de Houston. Chinanu Onuaku est un des rares joueurs à utiliser le lancer franc à la cuillère comme l'ancien joueur Rick Barry (avec 90 % de réussite au lancer franc en utilisant cette technique).

## Statistiques

### Universitaires
Les statistiques en matchs universitaires de Chinanu Onuaku sont les suivantes :
| Saison    | Équipe     | Matchs | Titul. | Min./m | % Tir | % 3pts | % LF | Rbds/m. | Pass/m. | Int/m. | Ctr/m. | Pts/m. |
| --------- | ---------- | ------ | ------ | ------ | ----- | ------ | ---- | ------- | ------- | ------ | ------ | ------ |
| 2014-2015 | Louisville | 35     | 26     | 17,8   | 61,6  | 0,0    | 46,7 | 4,57    | 0,54    | 0,74   | 1,20   | 2,97   |
| 2015-2016 | Louisville | 31     | 29     | 24,6   | 62,0  | 0,0    | 58,9 | 8,48    | 1,65    | 0,77   | 2,00   | 9,90   |
| Total     |            | 66     | 55     | 21,0   | 61,9  | 0,0    | 54,7 | 6,41    | 1,06    | 0,76   | 1,58   | 6,23   |